# Ranoidea myola
A Ranoidea myola a kétéltűek (Amphibia) osztályának békák (Anura) rendjébe, a Pelodryadidae családba, azon belül a Pelodryadinae alcsaládba tartozó faj.

## Előfordulása
A faj Ausztrália endemikus faja, Queensland állam északkeleti részén, kis területen fordul elő. Természetes élőhelye a szubtrópusi vagy trópusi folyók. A fajt élőhelyének elvesztése és fragmentálódása fenyegeti.